# 近鉄ステーションサービス

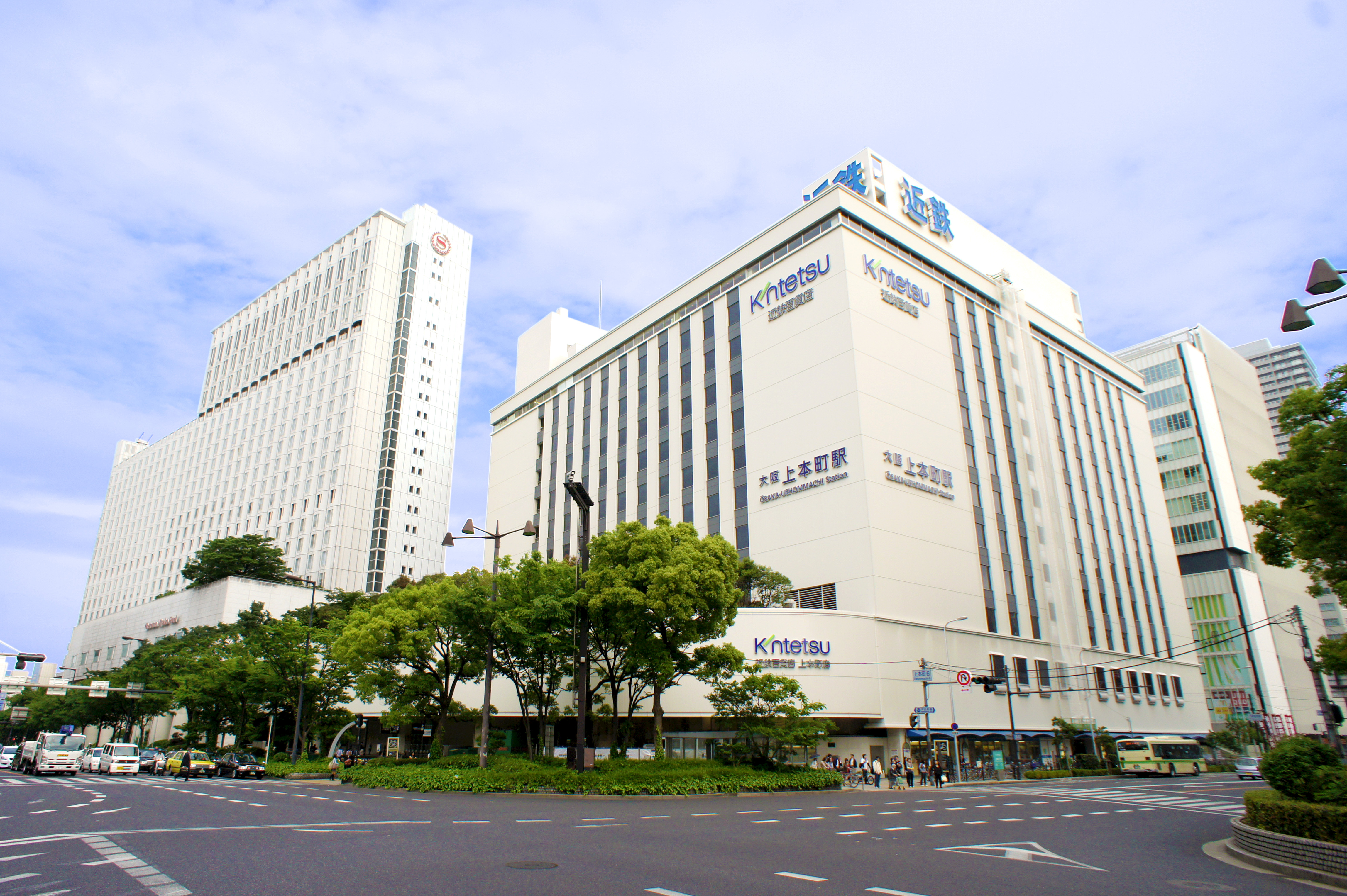
大阪上本町駅
近鉄百貨店上本町店、シェラトン都ホテル大阪など、近鉄グループの施設が立ち並ぶ近鉄のターミナル駅。
近鉄本社ビルも駅に隣接している。

株式会社近鉄ステーションサービス（きんてつステーションサービス）は、かつて存在した大阪市天王寺区に本社を置く近畿日本鉄道（近鉄）の完全子会社。近畿日本鉄道の現業子会社として、駅運営管理業務の受託（ステーションサービス）を行っていた。近鉄グループに属する。本社所在地は近畿日本鉄道本社と同じであった（近鉄本社ビルに入居）。
2000年（平成12年）6月、株式会社近鉄サービスネットとして設立。2003年（平成15年）6月、株式会社近鉄ステーションサービスへ商号変更し、親会社の近畿日本鉄道から駅運営管理業務の受託を開始。2006年（平成18年）3月、近畿日本鉄道に吸収合併され消滅。委託開始からわずか3年弱で本社へ統合され、近畿日本鉄道の駅業務は再び直営化された。

## 概要

### 分社化の背景
1987年（昭和62年）の国鉄分割民営化に伴い、その前年には日本の鉄道事業を一元的に規定する鉄道事業法が公布され、国鉄に代わって発足したJRと大手私鉄各社の競争が激化する時代を迎えた。その後、2000年代には公共交通事業においても規制緩和が進んだ。
近畿日本鉄道の鉄軌道輸送人員は、1991年度（平成3年度）をピークに減少に転じ、グループ全体の経営もほぼ同傾向で低迷した。バブル景気の崩壊後に長く続いた平成不況の影響を受け、1999年度（平成11年度）には連結当期純損失を計上し、2002年度（平成14年度）まで当期純損失の計上が続くこととなる。2001年度（平成13年度）決算では、終戦直後の1948年度（昭和23年度）以来となる無配に転落し、翌2002年度（平成14年度）決算でも2年連続の無配となった。そのため、2000年代にはさらなる経営改善が求められることとなった。
こうした状況の中で、近畿日本鉄道は2000年（平成12年）に「近鉄グループ経営改善計画」、2002年（平成14年）に「新・近鉄グループ経営改善計画」を策定。業務の分社化や人員削減、グループ企業の統廃合によるコスト削減を進めた。そうした経営改革の一環として、鉄道現業部門の分社化と駅運営管理業務の委託を行うこととなった。

### 子会社の設立と再統合
2000年（平成12年）6月、近畿日本鉄道は営業推進体制の強化を目的として、株式会社近鉄サービスネットを設立。2003年（平成15年）6月の定時株主総会終了後、同月より株式会社近鉄ステーションサービスへ商号変更し、駅運営管理業務の委託を開始した。また駅係員のみ制服も一新した。
鉄道事業の営業業務が本社鉄道事業本部・営業推進本部、株式会社近鉄サービスネットに分散していたものを、鉄道事業本部の営業統括部に統合した上で、駅運営管理業務を全面的に株式会社近鉄ステーションサービスに委託することとした。これにより、運転部門と駅を中心とする営業部門を切り離すことでコスト削減を図るとともに、マーケティング強化による収益向上を図るとした。
近鉄ステーションサービスの従業員は、当初は近鉄本体からの出向社員で業務を開始するが、出向社員の退職後は、近鉄ステーションサービスで採用した社員への交代を進めるとともに、派遣社員・契約社員・パートタイマー社員など非正規社員を活用し、雇用の多様化により人件費を削減するとしていた。それとともに年功序列型賃金制度と終身雇用を廃し、能力主義・成果主義に基づく営業職型の人事評価制度を導入した。
新会社の経営方針として「お客様第一主義の徹底」を掲げ「CS推進チーム」を設置した。それとともに接遇指導を行う「サービスマスター」を配置して駅係員の接遇レベル向上を図り、社員の営業マインドを醸成することで企業風土・文化を革新し、近鉄ブランドの確立を目指すとした。
駅運営においては一定期間ごとに管理体制を見直し、駅長管轄駅の再検討や支店制導入などにより収益管理を徹底するとした。また、駅周辺におけるビジネスを推進するため、本社流通事業本部、近鉄リテールサービスと連携する方針とし、将来的には近鉄リテールサービスとの統合も検討するとしていた。
駅業務の委託開始から2年9か月後となる2006年（平成18年）3月、近畿日本鉄道は「これらの成果を業務全般へ浸透させるため」として、近鉄ステーションサービスを本社へ吸収合併した。これにより、近畿日本鉄道の駅運営管理業務は再び本社直営化されることとなった。

## 沿革
- 2000年（平成12年）6月 - 株式会社近鉄サービスネットとして設立[1][2]。
- 2003年（平成15年）6月 - 株式会社近鉄ステーションサービスへ商号変更[1][2]。近畿日本鉄道から駅運営管理業務を受託開始[1][2]。
- 2006年（平成18年）3月 - 親会社の近畿日本鉄道に吸収合併され消滅。駅業務が再び直営化される[2]。

## 業務内容
- 駅運営管理業務等の受託[1]
- 旅行業[1]
- 近鉄グループ商品の販売・販売取次[1]
- 駐車場やコインロッカーの管理など、駅施設・駅周辺のビジネスに関する業務[1]